# Династія Північна Лян
Дина́стія Північна Лян (спрощ.: 北凉; піньїнь: Bĕi Liáng) — династія, що правила Китаєм у період шістнадцяти держав у 397–439 роках на чолі із родом Цзюйцюй. Була повалена внаслідок конфлікту з династією Північна Вей.

## Історія
Була заснована вождями хунну. У 397 році ван Пізньої Лян стратив вождя хунну, що спричинило велике повстання цього племені. В результаті хунни створили самостійну державу. Спочатку вони поставили ваном (князем) представника китайської аристократії Дуань Є, але вже у 401 році рід Цзюйцюй повністю перебрав владу у свої руки. Надалі ванам Північної лян доводилося боротися проти сусідів — Пізньої Лян, Південної Лян, Пізньої Цінь. У 421 році було захоплено державу Західна Лян. Проте вже 439 році війська Північної Лян зазнали поразки від Північної Вей й втратили свої землі. Останні вани вимушени були тікати до оазів Таримського басейну, де у Гаочанзі створили нову державу, що існувала до 460 року, коли були захоплені аварами.

## Мистецтво
Період Північної Лян відзначено посиленням впливу буддизму, якому сприяли вани. У Дуньхуані починають роботи із розбудовою печерних монастирів, що тепер входить до Світової спадщини ЮНЕСКО.